# 7803 Адаті
7803 Адаті (7803 Adachi) — астероїд головного поясу, відкритий 4 березня 1997 року.
Тіссеранів параметр щодо Юпітера — 3,324.